# Авдиенко, Виктор Борисович
Виктор Борисович Авдиенко (род. 22 июня 1958, Волгоград) — советский и российский спортсмен, Мастер спорта СССР по плаванию, Заслуженный тренер СССР и России.

## Биография
Окончил Волгоградский государственный институт физической культуры в 1979 году. Был удостоен почётного звания «Мастер спорта СССР» по плаванию в 1975 году, после чего занялся тренерской работой. Участвовал в спортивной подготовке сборной СССР с 1988 года, также тренировал сборную объединенной команды на Олимпийских играх 1992 года и сборную России ― на Олимпийских играх 1996 года. Был главным тренером сборной на Олимпиаде 2000 года. Признавался лучшим тренером России 1993 года и лучшим тренером мира по плаванию с 1992-го по 1996 год.
Подготовил ряд спортсменов, среди которых: неоднократные чемпионы Олимпийских игр, Е. Садовый, Д. Панкратов; многократный призёр Олимпийских игр В. Сельков и серебряный призер Олимпийских игр Р. Ивановский.
Ныне является первым вице-президентом Федерации России по плаванию, президентом Федерации Волгоградской области по плаванию, президентом волгоградского плавательного клуба «Волга».
Является автором более 25 научных работ, в том числе учебных пособий по теории и методике плавания.

## Награды
- Орден «За заслуги перед Отечеством» IV степени (26 августа 1996 года) — за заслуги перед государством и большой личный вклад в развитие отечественного спорта[3]
- Орден Почёта (Россия) (12 апреля 2023 года) — за заслуги в развитии физической культыру и спорта, многолетнюю добросовестную работу[4]
- Заслуженный работник физической культуры Российской Федерации (25 июля 2007 года)  — за заслуги в развитии физической культуры и спорта и многолетнюю добросовестную работу[5]
- Почётная грамота Президента Российской Федерации (02 февраля 2013 года) — за успешную подготовку спортсменов, добившихся высоких спортивных достижений на Играх XXX Олимпиады 2012 года в городе Лондоне (Великобритания)[6]
- Благодарность Президента Российской Федерации (30 ноября 2009 года) — за многолетнюю добросовестную работу[7]
- Почётная грамота Правительства Российской Федерации (07 июля 2006 года) — за большой личный вклад в развитие российского спорта и высокие достижения в тренерской работе[8]